# Lesquin
Lesquin är en kommun i departementet Nord i regionen Hauts-de-France i norra Frankrike. Kommunen ligger i kantonen Seclin-Nord som tillhör arrondissementet Lille. År 2022 hade Lesquin 9 356 invånare.

## Befolkningsutveckling
Antalet invånare i kommunen Lesquin
| Referens: INSEE |